# Каролина Луиза Вальдек-Пирмонтская
Каролина Луиза Вальдек-Пирмонтская (нем. Karoline Louise zu Waldeck-Pyrmont; 14 августа 1748 — 18 августа 1782) — принцесса Вальдек-Пирмонтская, первая супруга герцога Курляндского Петра Бирона.

## Биография
Каролина Вальдекская была пятой дочерью в семье князя Вальдек-Пирмонтского Карла Августа и его супруги пфальцграфини Кристианы Генриетты. Её мать происходила из Виттельсбахов и приходилась родственницей шведскому королю Карлу XII.
15 октября 1765 года она вышла замуж за будущего герцога Курляндского, Петера фон Бирона. Брак оказался очень неудачным. «Принц отличался буйным нравом и порой во хмелю поколачивал своих жен. Бурная личная жизнь Петра Бирона вызвала неудовольствие императрицы, чего его отец никогда не допускал». 15 мая 1772 года последовал развод. Брак оказался бесплодным.
После неё Екатерина II сосватала ему княжну Евдокию Юсупову, дочь верного клиента старого Бирона, которая с ним также развелась.